# Außenfeuerstellung

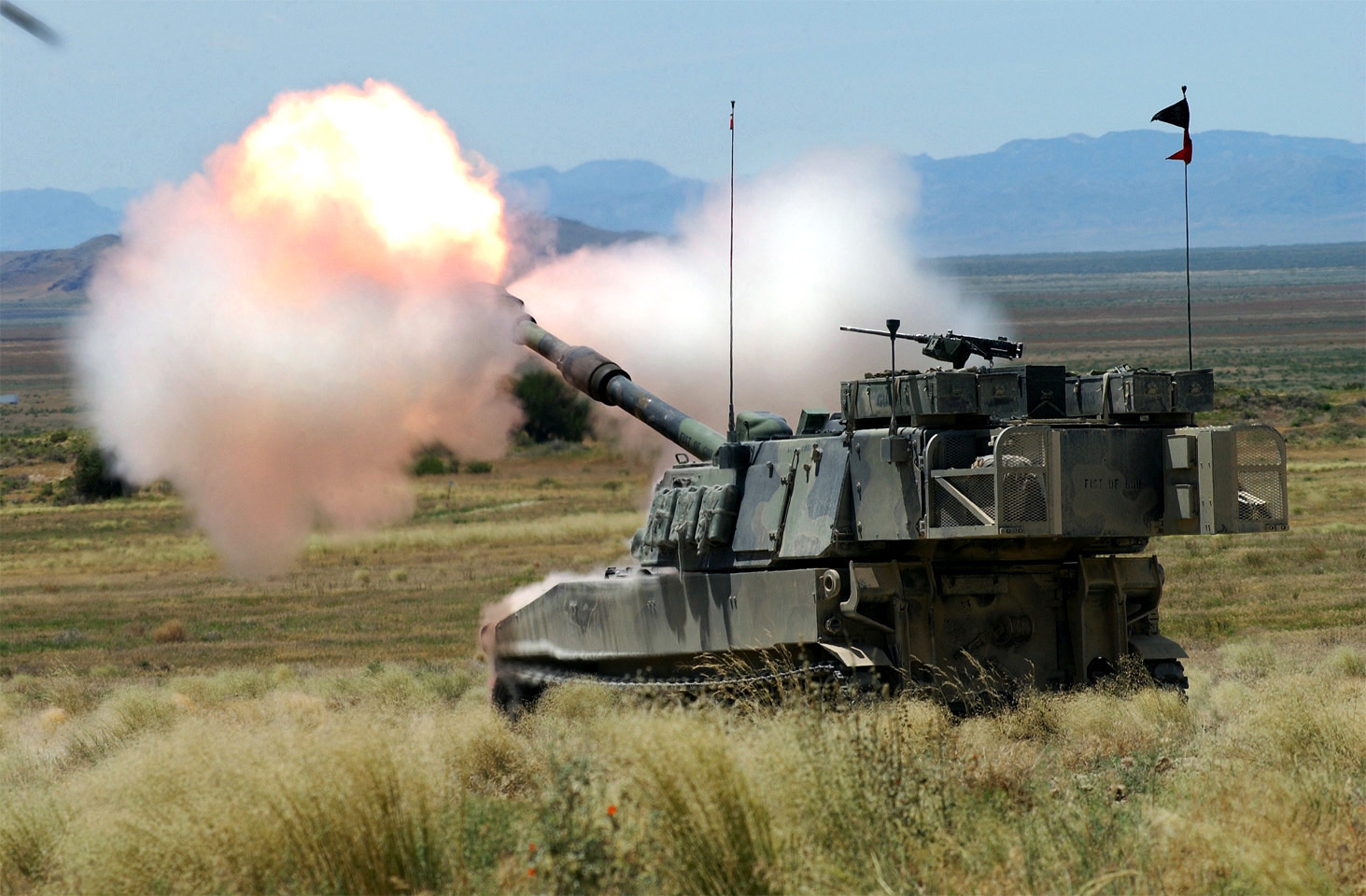
Panzerhaubitze M109 beim scharfen Schuss in den USA (2004)

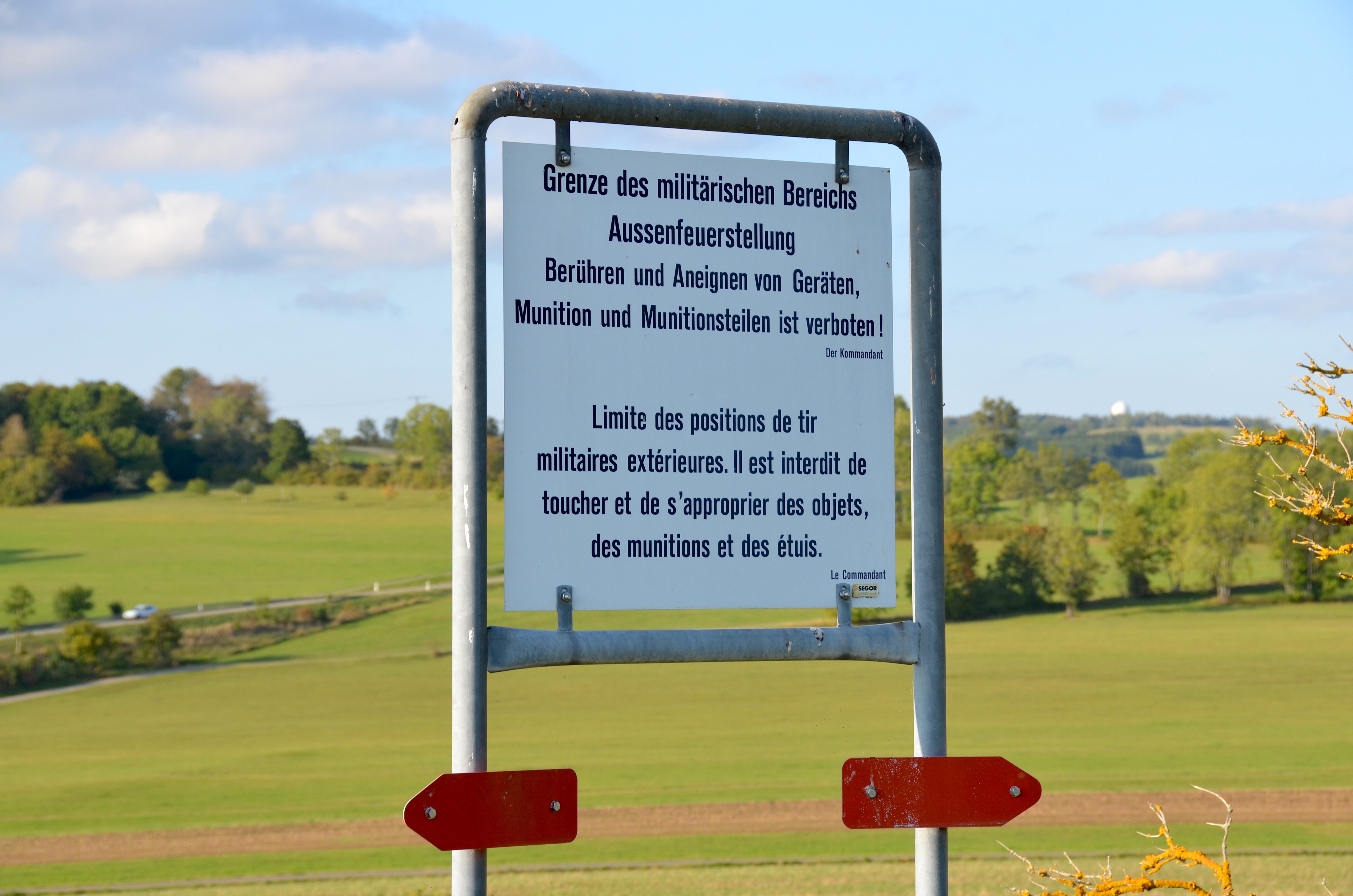
Außenfeuerstellung bei Meßstetten, Truppenübungsplatz Heuberg

Als Außenfeuerstellung wird eine Feuerstellung außerhalb eines Truppenübungsplatzes bezeichnet, von der mit Artilleriegeschützen in das Zielgelände innerhalb des eigentlichen Übungsplatzes hinein geschossen wird. Sie ist in der Regel als militärischer Bereich gekennzeichnet und entsprechend dem Zweck eingerichtet. Die Reichweite moderner Geschütze und Artillerieraketen einschließlich ihrer Sicherheitsbereiche im Zielgebiet sind so groß, dass kaum ein Truppenübungsplatz genug Fläche bietet, um Abschuss- und Einschlagort aufzunehmen.

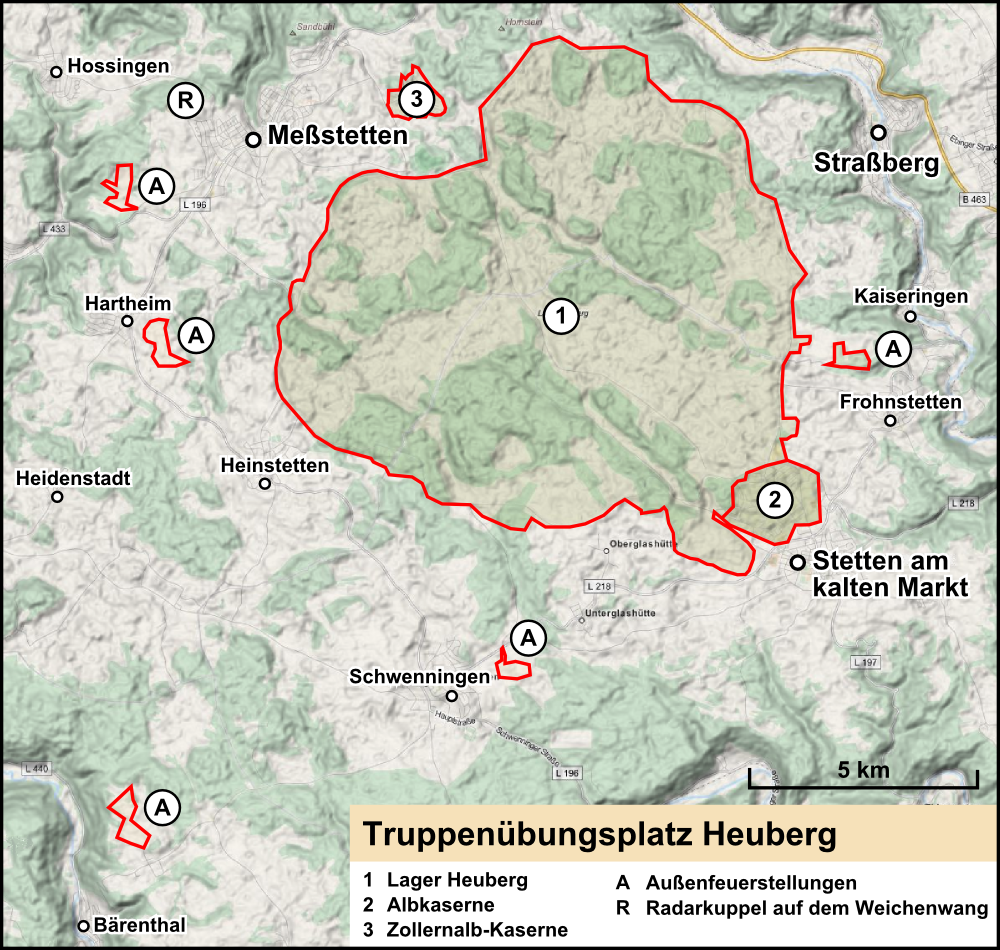
Außenfeuerstellungen am Beispiel des Truppenübungsplatz Heuberg

Das Schießen aus Außenfeuerstellungen in das Zielgelände eines Truppenübungsplatz hinein wird normalerweise öffentlich bekanntgemacht (im Amtsblatt, durch Aushänge etc.), damit Landwirte, Jäger und andere Personen, die sich sonst im Bereich der Stellung und des Sicherheitsbereiches aufhalten könnten, diesen entsprechend meiden. Das Überschießen von Wohnsiedlungen ist in Deutschland verboten, überschossene Straßen werden für den zivilen Verkehr gesperrt.